# Хайнерсбрюк
Хайнерсбрюк или Мост (нем. Heinersbrück; н.-луж. Móst) — коммуна в Германии, в земле Бранденбург.
Входит в состав района Шпре-Найсе. Подчиняется управлению Пайц. Население составляет 632 человека (на 31 декабря 2010 года). Занимает площадь 23,69 км².

## Населённые пункты
Коммуна подразделяется на 4 сельских округа:
- Аусбау (Вутварьки)
- Грёч (Грожишчо)
- Завода (Заводы)
- Радевизе (Радовиза)

## Население
В настоящее время деревня входит в состав культурно-территориальной автономии «Лужицкая поселенческая область», на территории которой действуют законодательные акты земель Саксонии и Бранденбурга, содействующие сохранению лужицких языков и культуры лужичан.
| Год  | Население |
| ---- | --------- |
| 2005 | 691       |
| 2010 | 642       |